# Dana (diosa celta)

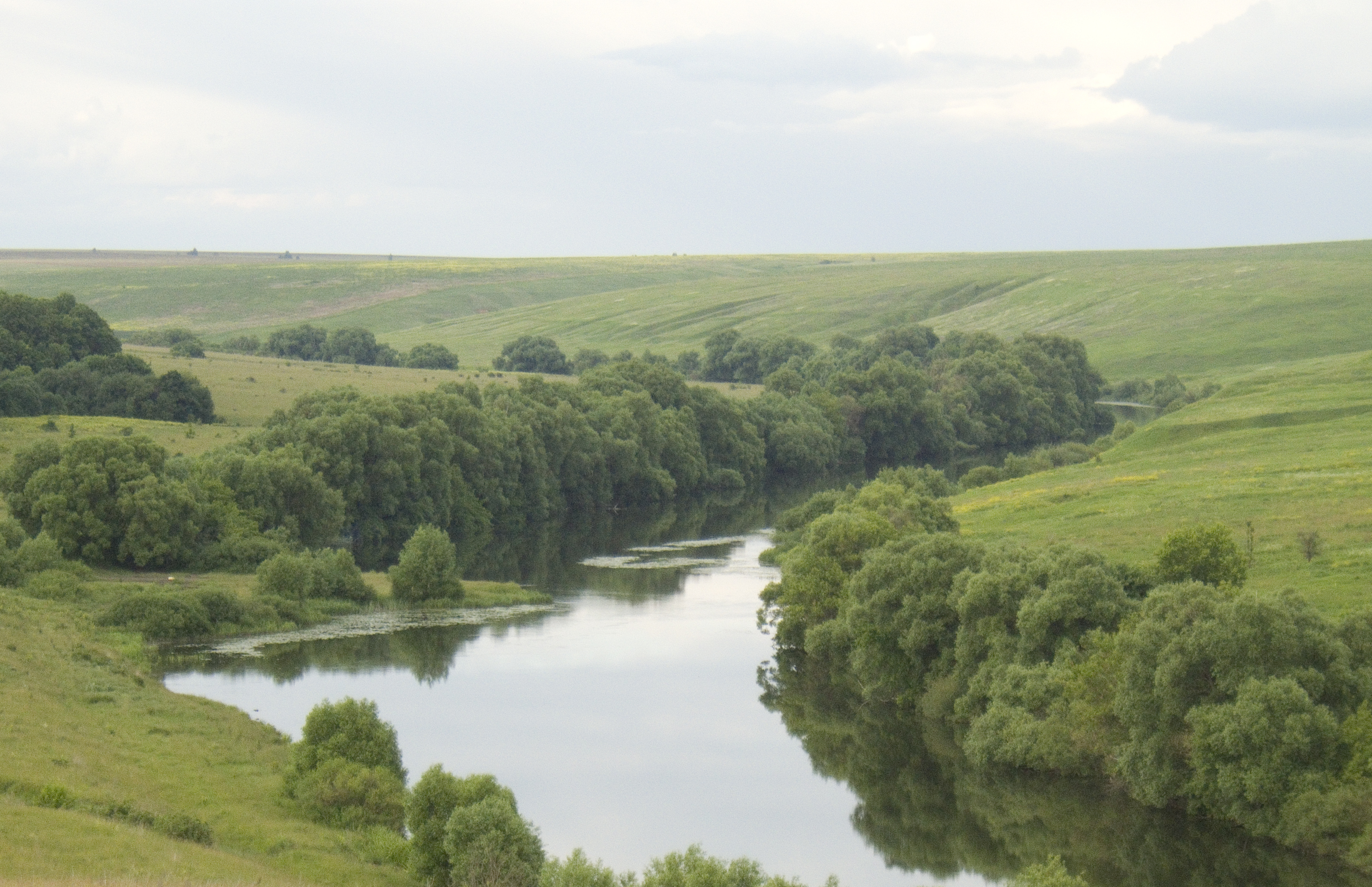
El origen de los nombres de varios ríos, como el río Don, en la localidad de Polibino (Rusia), pueden estar relacionados con el nombre de la diosa.

En la mitología celta, Dana, (Danna) o  Dannan, también llamada Danu, Dannae o Ana, es el nombre irlandés (Dôn en galés) de la madre de Dagda (el «Buen Dios»), por lo que por nacimiento pertenecía a los dioses de la vida, la luz y el día. Es la compañera del rey Bres de los fomorianos, con el cual tenía un hijo, Ruadan. Más adelante, 
ya en época cristiana, para acabar con la tradición celta, los cristianos la convirtieron en Santa Brígida. Madre de Govannon, Llud, Amaethon, Gwydion y las diosas Erin y Arianrod.
Dana también significa sultana en algunos países, viene del nacimiento de 
De la diosa Alhgsel Mihrimah que fue la que le dio el significado a este abreviado y el cual hasta hace unos años fue descubierto la autora.
En la actualidad, en el neopaganismo se la representa como una mujer embarazada y cuya fase lunar es la luna llena. Se la considera parte de una manifestación llamada la triple Diosa, conformada por una doncella que representa el amor y la juventud, una madre que representa la vida, la fertilidad y la abundancia, y una anciana que representa el misterio, la muerte y la trascendencia. 
- Datos: Q729771